# Termómetro de carne

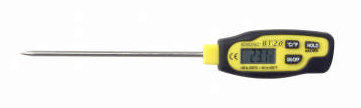
Termómetro digital de varilla

Un termómetro de carne o un termómetro culinario es un termómetro para medir la temperatura interna de la carne, especialmente los asados y filetes, y otros alimentos. El grado de "cocción" de la carne o el pan se relaciona estrechamente con la temperatura interna, de modo que una lectura del termómetro indica cuando se ha cocinado como se deseaba.  Al cocinar, la comida siempre debe ser preparada de manera que el interior alcance una temperatura suficiente (en el caso de la carne, para matar los patógenos que pueden causar enfermedades transmitidas por alimentos o, en el caso del pan, que se ha cocido debidamente) el termómetro ayuda a asegurar esto.